# Villa Rustica (Niederndorf)
Die Villa rustica in Niederndorf liegt auf einem Südhang mit hervorragenden Lößböden im Bereich zwischen Moosburg und Mauern. Etwa 300 Meter unterhalb der Villa fließt der Mauerner Bach vorbei. Eine Quelle befindet sich unmittelbar hinter den Gebäuderesten und diente wohl zur Trinkwasserversorgung und der Speisung des Badehauses.

## Fund
Luftbilder des betreffenden Flurstückes deuteten darauf hin, dass hier eine Villa rustica im Boden ruht.  
1986 wurden Feldbegehungen gemacht, wobei viele römische Funde zutage kamen, darunter auch Steine, die ansatzweise rechteckige Strukturen andeuteten. Da die Gebäudereste hochgradig bedroht waren, wurde im Frühjahr 1987 eine Rettungsgrabung durchgeführt, die vom Bayerischen Landesamt für Denkmalpflege in München genehmigt und von ehrenamtlichen Helfern unter Führung von Anne und Erwin Neumair durchgeführt wurde.

## Wirtschaftsgebäude
Das erste aufgedeckte Gebäude wurde als Wirtschaftsgebäude identifiziert. Entweder war hier eine Getreidedarre oder aber es handelte sich um ein unverhältnismäßig kleines Wohngebäude. Im Kellerbereich fand sich eine seltene Deponierung von Eisenobjekten wie Türklinken, die auf einem Überfall durch andere Völker weist, die ihre Beute hier deponierten, aber nicht mehr abholten. 

## Badehaus
Etwa 25 Meter entfernt befand sich das Badegebäude mit Außenmaßen von 8,30 × 7,50 Meter. Das Bad ist eine der kleinsten bekannten römischen Thermen, besitzt aber alle für einen römischen Badevorgang benötigten Räume: Umkleideraum (Apodyterium), Kaltbad (Frigidarium) mit Wanne sowie beheiztes Lauwarm- (Tepidarium) und Warmbad (Caldarium) mit jeweils einem Becken in den beiden Apsidennischen.

## Zeitliche Zuordnung
Die Villa rustica dürfte aufgrund der Funde und des Befundes nicht vor der Mitte des 2. Jahrhunderts n. Chr. angelegt worden sein. Die Bodenbonität, die Lage am Südhang sowie die gute Wasserversorgung boten für den Gutshof ideale Bedingungen. Den Alamannensturm des 3. Jahrhunderts, in dessen Zusammenhang die Eisendeponierung gesehen wird, hat der Hof jedoch sicher nicht überdauert.

## Denkmalschutz
Die antiken Bauten sind Bodendenkmäler nach dem Bayerischen Denkmalschutzgesetz (BayDSchG). Nachforschungen und gezieltes Sammeln von Funden sind genehmigungspflichtig, Zufallsfunde an die Denkmalbehörden zu melden.